# Lee Delong
Lee DeLong (Weirton, 1963) è un'attrice, regista e insegnante statunitense naturalizzata francese.
Nata a Weirton negli Stati Uniti d'America, vive in Francia dal 1985.
Ha iniziato a studiare recitazione alla West Virginia University e a New York. Trasferitasi in Francia ha approfondito la sua formazione presso la Scuola del mimo Jacques Lecoq e alla Bouffes du Nord con Peter Brook.
Lavora come attrice fin dal 1980, alternando questa attività con quella di insegnante. Attrice dalla robusta preparazione teatrale recita sia in francese che in inglese, nel suo repertorio francese a lungo ha avuto testi di Dario Fo. Ha lavorato anche in un film come regista. Tra i suoi ruoli da attrice è famosa per aver recitato al cinema in Arthur e il popolo dei Minimei, nella parte della venditrice, e a teatro in My Fair Lady al Théatre du Chatelet nel 2013 nella parte di Mrs. Pearce.

## Filmografia parziale
- Arthur e il popolo dei Minimei (Arthur et les Minimoys), regia di Luc Besson (2006)
- Adrift, regia di Cathy Lee Crane (2009)
- Arthur 3: La Guerre des deux mondes, regia di Luc Besson (2010)
- Pasolini's Last Words, regia di Cathy Lee Crane (2012)
- Love Island, regia di Jasmila Žbanić (2014)
- Kickback, regia di Jackie Camtreud (2015)
- Valerian e la città dei mille pianeti, regia di Luc Besson (2017)
- L'État sauvage, regia di David Perrault (2019)
- Call My Agent!, regia di Fanny Herrero, serie televisiva (2015-2020)